# 헨드리크 골치우스

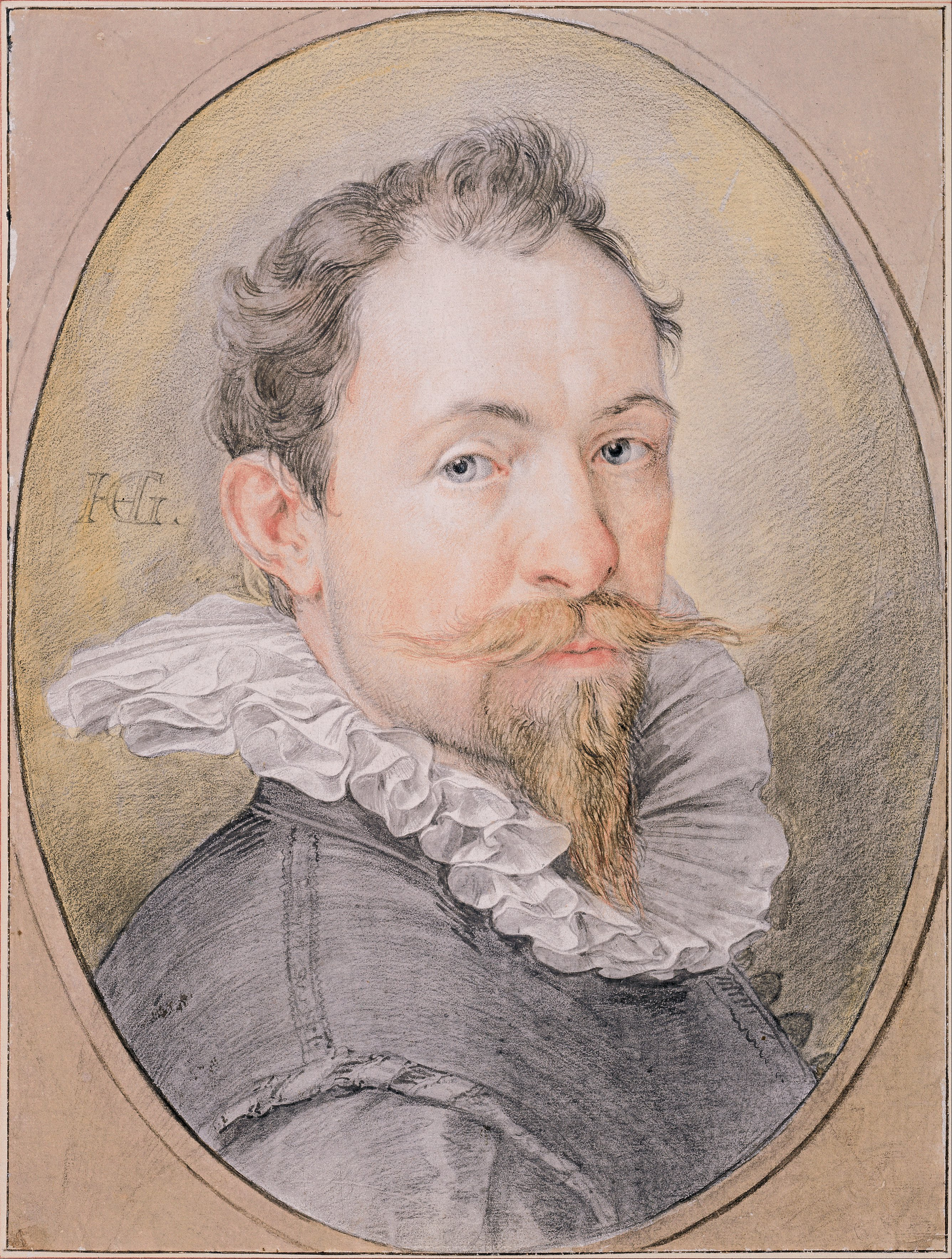
초상화

헨드리크 골치우스(Hendrick Goltzius) 또는 헨드리크(Hendrik, 독일어: [ˈgɔltsi̯ʊs], 네덜란드어: [ˈɣɔltsʲiœs], 1558년 1월 또는 2월 – 1617년 1월 1일)는 독일 태생의 네덜란드 판화가, 소묘가, 화가였다. 초기 바로크 시대 또는 북부 매너리즘의 선도적인 네덜란드 조각가였으며 정교한 기술, 기술적 숙달 및 작곡의 "풍부함"으로 찬사를 받았다. A. 하얏트(A. Hyatt) 시장에 따르면 골치우스는 "훌륭한 화가의 권위를 가지고 그림을 그린 마지막 전문 조각가이자 다른 사람들이 복사할 수 있도록 많은 그림을 발명한 마지막 조각가였다"라고 한다. 그의 인생 중반에 그는 또한 그림을 그리기 시작했다.